# Río Serrano
Le río Serrano est un fleuve côtier du Chili. Il est situé dans la province de Última Esperanza, dans la XIIe région de Magallanes et de l'Antarctique chilien. Il mesure 38 km de long mais, en comptant certaines de ses sources — telles que le río de las Chinas (es) qui mesure 105 km de long — il dépasse les 140 km de long.
Le bassin du río Serrano est de type transandin et son régime est mixte, il couvre une superficie de 7 347 km2. Ses eaux proviennent de la fonte des glaciers du champ de glace Sud de Patagonie. Dans ce bassin se trouvent une série de lacs de taille variable concaténés ou en parallèle. Une petite partie de l'amont du bassin est en Argentine (le glacier Dickson).
Avec ses 38 km de long, le río Serrano recueille les eaux du lac del Toro, à l'extrémité occidentale de ce dernier. Il serpente sur une vaste plaine alluviale, jusqu'à déboucher dans le seno Última Esperanza. Entre le lac del Toro et son embouchure, ce río reçoit les eaux de nombreux affluents, l'un des plus importants étant le río Grey (20 km), un émissaire du lac du même nom, plus en aval et toujours sur la même rive, il reçoit les eaux du río Tyndall, un émissaire du lac Tyndall et, pratiquement au même endroit celles du río Geikie, dont les eaux proviennent de différents lacs formés par la fonte du glacier Tyndall.